# Maksím Kalinichenko
Maksym Sergíyovich Kalinichenko (ucr. Макси́м Сергі́йович Калиниче́нко; Járkov, Ucrania, 26 de enero de 1979) es un exfutbolista ucraniano que jugó como mediocampista.

## Biografía
Kalinichenko llegó al Dnipro Dnipropetrovsk a la edad de 17 años. A pesar de hacerse rápidamente un lugar en el primer equipo, dejó el club junto a otros jugadores en 2000 luego de un altercado con el entrenador Viacheslav Grozni. Poco después, se sumó a las filas del Spartak Moscú, uno de los clubes de mayor renombre en la Liga Premier de Rusia.
Con el equipo ruso fue importante en los títulos de Liga ganados en 2000 y 2001 así como en la Copa de Rusia de 2003. Sin embargo, el mediocampista sufrió en 2005 y 2006 dos serias lesiones, rotura de ligamentos cruzados y de tendón de Aquiles respectivamente, que truncaron parcialmente su progreso futbolístico.
Luego del Mundial 2006, fue sondeado por algunos clubes como Wigan Athletic y Middlesbrough pero el Spartak decidió no venderlo.
Su apodo Kalina es el nombre de un árbol en ruso.

## Selección nacional
Con la Selección de fútbol de Ucrania jugó 43 partidos marcando 7 goles. Por su lesión, no participó en ningún partido de la fase de clasificación a la Copa Mundial de Fútbol de 2006, por lo cual su inclusión en el plantel mundialista ucraniano fue una sorpresa para la prensa nacional. A pesar de no ser titular en el primer partido de grupo ante España, fue titular en el segundo encuentro contra Arabia Saudita asistiendo a Andréi Rusol y Andréi Shevchenko y convirtiendo el último gol para el 4:0 final. Kalynychenko fue elegido por la FIFA "hombre del partido" y, luego de la eliminación de Ucrania en cuartos de final, "jugador revelación" de su seleccionado.

### Participaciones en Copas del Mundo
| Mundial                        | Sede     | Resultado    |
| ------------------------------ | -------- | ------------ |
| Copa Mundial de Fútbol de 2006 | Alemania | 4.º de final |

## Clubes
| Club                     | País    | Año       |
| ------------------------ | ------- | --------- |
| FC Dnipro Dnipropetrovsk | Ucrania | 1996-2000 |
| FC Spartak Moscú         | Rusia   | 2000-2008 |
| FC Dnipro Dnipropetrovsk | Ucrania | 2008-2011 |
| SC Tavriya Simferopol    | Ucrania | 2011-     |

## Palmarés

### Campeonatos nacionales
| Título                | Club             | País  | Año  |
| --------------------- | ---------------- | ----- | ---- |
| Liga Premier de Rusia | FC Spartak Moscú | Rusia | 2000 |
| Liga Premier de Rusia | FC Spartak Moscú | Rusia | 2001 |
| Copa de Rusia         | FC Spartak Moscú | Rusia | 2003 |